# Cortul întâlnirii

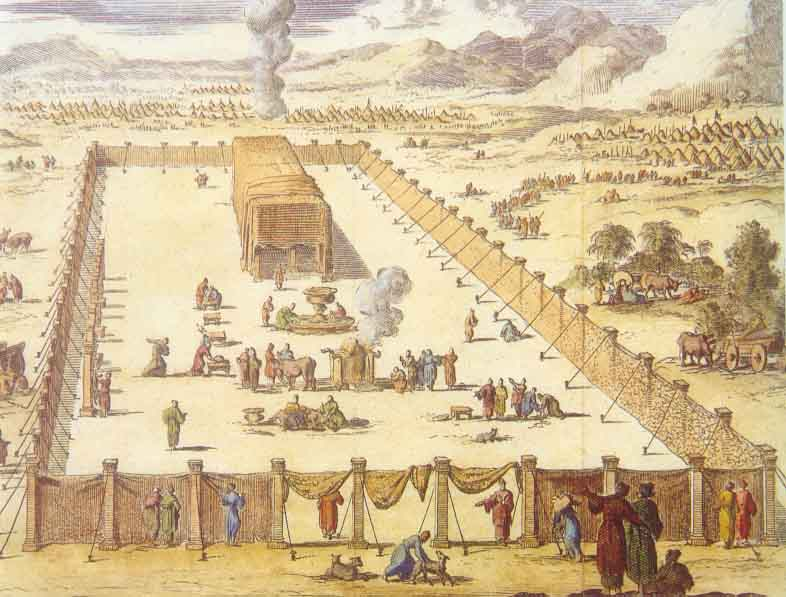
Cortul întâlnirii

Cortul întâlnirii (în ebraică אוהל מועד, Ohel Moed; respectiv משכן Mishkan, „locuință” sau „tabernacul”) a fost, conform Vechiului Testament, cortul confecționat de evrei în timpul Exodului din Egipt până la cucerirea Canaanului, pentru manifestarea prezenței lui Dumnezeu în mijlocul lor. Conținea Chivotul Legământului, care în cele din urmă a fost așezat în Primul Templu din Ierusalim. După ce Ierusalimul a fost distrus de babilonieni în cca. 587 î.Hr., nu mai există nicio referință la Cortul întâlnirii.
„Să-Mi facă un Locaș Sfânt, și Eu voi locui în mijlocul lor. Să faceți Cortul și toate vasele lui după chipul pe care ți-l voi arata." Să facă un chivot de lemn de salcâm; lungimea lui să fie de doi coți și jumătate, lățimea de un cot și jumătate, și înălțimea de un cot și jumătate.”—Exod 25: 8-10
„Moise a luat cortul lui și l-a întins afară din tabără, la o depărtare oarecare; l-a numit Cortul întâlnirii. Și toți cei ce întrebau pe Domnul se duceau la Cortul întâlnirii, care era afară din tabără. Când se ducea Moise la Cort, tot poporul se scula în picioare; fiecare stătea la ușa cortului său și urmărea cu ochii pe Moise, până intra el în Cort. Și când intra Moise în Cort, stâlpul de nor se cobora și se oprea la ușa Cortului, și Domnul vorbea cu Moise. Tot poporul vedea stâlpul de nor oprindu-se la ușa Cortului; tot poporul se scula și se arunca cu fața la pământ la ușa cortului lui. ”—Exod 33: 7-10
Cortul a fost construit de meșteri iscusiți ("כל איש חכם לב", שמות לו, א) („toți bărbații iscusiți în care pusese Domnul înțelepciune și pricepere”), având în frunte pe Bețalel (Betzalel ben Uri) și Oholiab (Oholiav ben Ahisemeh), după cum a poruncit Dumnezeu în pericopele תרומה și תצוה din cartea Exodului. Ridicarea cortului este descrisă la finele cărții, în pericopele ויקהל ופקודי, legi și detalii suplimentare despre el fiind date în cărțile Leviticului și Deuteronomului. După descrierea biblică, cortul acesta i-a însoțit pe fiii lui Israel în toți anii drumului prin pustie, dar și după ce au pătruns în Canaan. El a slujit dialogului între Moise și Dumnezeu, aducerii de ofrande și în alte scopuri de cult, și manifestării prezenței divine Shkhiná în mijlocul poporului Israel.
Vreme de mulți ani Cortul a găsit sălaș la Shilo. Templul zidit de regele Solomon la Ierusalim a avut menirea să-l înlocuiască. În ciuda deosebirilor în mărime și în arhitectura interioară ,dintre Tabernacul și Templu, existau între ele și asemănări.